# 전주 류씨 묘역
전주 류씨 묘역은 대한민국 경기도 남양주시 별내동에 있다. 2011년 12월 15일 남양주시의 향토유적 제10호로 지정되었다.

## 개요
전릉부원군 류의의 묘는 증정경부인 교하노씨와 합장묘이며, 상석, 향로석 등이 있다. 묘비는 구름무늬와 연꽃무늬가 새겨진 장방형의 비대석(碑臺石) 위에 하나의 돌에 비문을 쓰고 용의 모양을 조각하였다. 묘비는 홍문관부제학지제교 이민구가 짓고 병조판서 김좌명이 전자체를 병서하여 1663년에 세웠으나, 6.25 전쟁 당시 총격으로 파괴되어 1982년 복원하였다. 전평군 류심의 묘는 정부인 영월엄씨와 합장묘이다. 상석, 향로석, 망주석, 등 석물이 있다. 묘비는 벗인 숭록대부판중추부사 강백년(姜栢年)이 짓고 아들 상주목사 류이승(柳以升)이 써서 1694년에 세웠다.

## 같이 보기
- 류의
- 전주 류씨